# Десудаба
Десудаба (на латински: Desudaba) е антично селище разположено в Медика, основано вероятно от племето меди. За местоположението му има няколко предположения, като научен консенсус все още няма.
Единственото сведение за Десудаба е от Тит Ливий във връзка с последната война на цар Персей Македонски срещу римляните през 168 г. пр. Хр.:
| „ | Галската войска се била разположила около Десудаба в Медика... Circa Desudabam in Maedica exercitus Gallorum consederat... | “ |

Предположението за разполагането на Десудаба в района на Свети Врач (сега град Сандански) е на Жорж Десдевиз дю Дезер и дълго време това е основната хипотеза за разположението му. Хайнрих Киперт, Филипсон, Вера Иванова и други автори също приемат Сандански за местоположението на този град.
Междувременно се оформя и друга група учени, които не приемат хипотезата на Дезeр. Димитър Дечев, например, първоначално локализира Десудаба по-общо в долината на Средна Струма, а впоследствие достига до идеята, че е била разположена северно от Свети Врач, основавайки се на дадените в изворите разстояния.
Борис Геров предлага хипотезата, че местоположението на града е в долината на река Брегалница, при днешния град Кочани, или още по на запад, при Куманово (и двата разположени на територията на Република Македония).
Основната критика относно местоположението в Средна Струма е на Карл Пач, който приема че медите населявали и територията на горното течение на Брегалница и тук, конкретно при Кочани, е била разположена и древната Десудаба.